# Walerij Kuwakin
Walerij Aleksandrowicz Kuwakin (ros. Вале́рий Алекса́ндрович Кува́кин; ur. 8 maja 1939 w Moskwie) – radziecki historyk filozofii i tłumacz, doktor nauk filozoficznych, specjalista w zakresie historii filozofii rosyjskiej, uhonorowany tytułem „Zasłużony Profesor Uniwersytetu Moskiewskiego”.

## Życiorys
W 1967 roku ukończył studia na wydziale filozofii Moskiewskiego Uniwersytetu Państwowego. W 1970 obronił rozprawę kandydacką pt. Egzystencjalizm chrześcijański Nikołaja Bierdiajewa i współczesność (ros. Христианский экзистенциализм Н. Бердяева и современность) i w tym samym roku rozpoczął pracę na wydziale filozofii Uniwersytetu Moskiewskiego. W 1981 uzyskał stopień doktora nauk na podstawie rozprawy Idealizm religijny w Rosji epoki imperializmu (ros. Религиозный идеализм в России эпохи империализма). W 1984 nadano Kuwakinowi tytuł profesora. W latach 1986–1992 pełnił obowiązki kierownika katedry historii filozofii rosyjskiej. Wypromował 39 kandydatów i 3 doktorów nauk.
Brał udział w napisaniu podręcznika akademickiego z historii filozofii rosyjskiej pod redakcją Michaiła Maslina oraz redagował dwutomowe wydanie amerykańskie A History of Russian Philosophy: From the Tenth through the Twentieth Centuries (Buffalo: Prometheus Books, 1993). Jest członkiem Międzynarodowej Unii Humanistycznej i Etycznej, założycielem Rosyjskiego Towarzystwa Humanistycznego (ros. Российское гуманистическое общество, rosyjski odpowiednik amerykańskiej organizacji Council for Secular Humanism czy Polskiego Stowarzyszenia Wolnomyślicieli im. Kazimierza Łyszczyńskiego) oraz tłumaczem prac Paula Kurtza na język rosyjski.

## Wybrane prace
- В.А. Кувакин: Религиозная философия в России: Начало XX века. М.: Мысль, 1980. [dostęp 2021-06-02]. (ros.). Brak numerów stron w książce
- Мировоззрение В. И. Ленина: Формирование и основные черты (Światopogląd W. I. Lenina: Kształtowanie się i cechy podstawowe). — М.: Изд-во МГУ, 1990.
- В.А. Кувакин: Экзистенциальный иррационализм и нигилизм Л. Шестова. W: История русской философии. Редкол.: М.А. Маслин и др.. Москва: Республика, 2001, s. 447–456, seria: Учеб. для вузов. ISBN 5-250-01811-4. (ros.).